# Graciliceratop
El graciliceratop (Graciliceratops) és un gènere de dinosaure ceratop descrit per Paul Sereno l'any 2000. Va viure al Cretaci superior i les seves restes fòssils s'han trobat a Mongòlia. Només se n'ha trobat un esquelet parcial.
L'espècie tipus és Graciliceratops mongoliensis.